# Maison Grezin
La maison Grezin est une maison située à Pérouges, en France.

## Localisation
La maison est située dans le département français de l'Ain, sur la commune de Pérouges.

## Historique
L'édifice est classé au titre des monuments historiques en 1921.